# Macrin
Macrin (latin : Marcus Opellius Severus Macrinus Augustus), né entre 164 et 166 à Césarée de Maurétanie (actuellement Cherchell en Algérie) et mort le 8 juin 218 près de Chalcédoine, est un empereur romain ayant régné de 217 à 218.
Membre de l'ordre équestre, il est le premier empereur originaire de Maurétanie césarienne. Avant de devenir empereur, Macrin sert sous Caracalla comme préfet du prétoire et traite les affaires civiles de Rome. Il conspire ensuite contre lui et le fait assassiner puis lui succède en tant qu'empereur.
Proclamé empereur le 11 avril 217 à Antioche, Macrin est par la suite confirmé par le Sénat. Cependant, durant son règne, il n'a jamais l'opportunité de retourner à Rome. Alors que la politique de son prédécesseur a laissé les coffres de Rome vides et l'Empire en guerre avec plusieurs royaumes (Parthes, Arménie et Dacie), Macrin tente d'abord de faire adopter une réforme pour rendre la stabilité économique et diplomatique à Rome. Alors que son action diplomatique rétablit la paix, ses dépenses supplémentaires et ses réformes budgétaires provoquent des troubles au sein de l'armée romaine.

## Biographie

### Origine et formation
Macrin est né entre 164 et 166 à Césarée (actuellement Cherchell, ville située en Algérie) en Maurétanie césarienne, d'une famille d'origine obscure, mauri c'est-à-dire berbère, ainsi que semble en attester le fait qu'il ait, selon Dion Cassius, l'oreille percée, comme c'était la tradition pour les hommes de cette origine,.
La peu fiable Histoire Auguste prétend que Macrin nait esclave et puis vit comme affranchi dans le palais impérial comme administrateur des biens privés impériaux, jusqu'à ce que Septime Sévère le renvoie en Afrique, où il aurait étudié le droit pour devenir avocat. Hérodien et Dion Cassius confirment cette activité d'avocat, mais la situent à Rome.

### Carrière politique
Sous Septime Sévère, le préfet du prétoire Plautien, dont il défend un proche lors d'un procès, lui ouvre la carrière équestre. D'abord chargé de la gestion de la fortune personnelle de Plautien, il devient ensuite avocat du fisc (avocatus fisci). La disgrâce de Plautien (205) ne change rien à sa situation. Il bénéficie en effet de la protection du préfet de la Ville Fabius Clio, ami de Septime Sévère. Il poursuit donc sa carrière procuratorienne équestre, gravissant les échelons de l'administration impériale. Il exerce par exemple la fonction de préfet des véhicules chargés du ravitaillement le long de la via Flaminia ainsi que plusieurs autres procuratèles (procurator aerarii maioris vers 208 ; procurateur de la res privata). Il devient ensuite préfet du prétoire, la plus haute fonction équestre, sous le successeur de Sévère, Caracalla, très probablement dès 212, avec pour collègue M. Oclatinius Adventus,. Ce dernier prend en charge la dimension militaire des missions des préfets du prétoire, quand Macrin, spécialiste du droit, est chargé de la dimension civile de cette même fonction.

### Complot contre Caracalla
Au printemps 217, Caracalla se rend avec ses préfets du prétoire dans les provinces orientales afin de préparer une campagne contre l'Empire parthe,.

Selon Dion Cassius, la principale source du règne, explique que Macrin en serait alors venu à envisager l'assassinat de l'empereur ainsi : 
« Il semble qu’un voyant en Afrique ait déclaré (…) que Macrinus, le préfet, et son fils Diadumenianus, étaient destinés à détenir le pouvoir impérial ; et plus tard, ce voyant (…) avait révélé cette prophétie à Flavius Maternianus (…) et cet homme avait écrit une lettre à [Caracalla] (…) une autre lettre, écrite par Ulpius Julianus (…) arriva par d’autres messagers directement à Macrinus (…). Et donc Macrinus, craignant d’être mis à mort par [Caracalla] sur ce témoignage (…) ne perdit plus de temps. ».
Cette explication n'est pas à écarter dans l'absolu, les présages étant pris au sérieux dans la société romaine (Caracalla lui-même, selon Hérodien, avait donné des ordres pour surveiller la diffusion de ce genre de présages). Cependant, il ne faut pas écarter que le complot ait eu en partie pour origine l'ambition du préfet du prétoire. Le même Dion Cassius soupçonne ainsi que ce dernier avait appelé son fils « Diaduménien » car il le pensait destiné à monter un jour sur le trône. Dans le même temps, une autre source contemporaine des évènements, l'historien Hérodien, évoque les vexations subies par Macrin, un civil, de la part de Caracalla lui reprochant son côté « efféminé ».
Quoi qu'il en soit, il se résout à assassiner l’empereur et à s'emparer du pouvoir, entouré d'un nombre très restreint de personnes dont les motivations sont parfois inconnues : l’état major de la révolte se limite à six personnes y compris Macrin lui-même et le futur exécuteur de l'empereur, le centurion Iulius Martialis. Celui-ci s'entoure de deux tribuns de la garde prétorienne, L. Aurelius Nemesianus et M. Aurelius Apollinaris, ainsi que du préfet de la Legio II Parthica Aelius Decius Triccianus et du commandant de la flotte Marcius Claudius Aggripa, deux personnalités nommées gouverneur de province une fois Macrin au pouvoir. La position élevée de ces quatre militaires dans la hiérarchie permet de s'assurer de la fidélité au complot des troupes qui se trouvent à proximité du prince à l'occasion de sa campagne orientale.
Le 8 avril 217, alors que l’empereur effectue la route d'Édesse à Carrhae où il souhaite visiter le temple de Luna, il est assassiné par Martialis. Après avoir abattu l'empereur, qui selon certaines sources avait fait une halte pour se soulager, Martialis est lui-même exécuté par la garde rapprochée de l’empereur.

### Prise du pouvoir
Après deux ou trois jours au cours desquels Rome reste sans empereur, le 11 avril, Macrin se proclame empereur à Antioche avec le soutien de l'armée. Au Sénat de Rome, lointain et impuissant, il se contente d'écrire une lettre pour informer de son avènement tout en essayant de séduire les sénateurs en leur promettant de respecter la dignité sénatoriale. Macrin règne depuis Antioche et ne se déplacera jamais à Rome comme empereur.
Macrin est le premier empereur issu de l'ordre équestre, ainsi que le premier empereur d'ascendance numide (berbère). Il adopte le nom de Severus, en l'honneur de la dynastie des Sévères, et confère le titre impérial d'Augusta à sa femme Nonia Celsa. Son fils Diaduménien (8 ans en 217) est associé au pouvoir avec le titre de César et le nom d'Antonin,. Il fait diviniser Caracalla, peut-être pour détourner les soupçons, et traite Julia Domna avec égards. Il tente ainsi de se présenter comme l'héritier des Sévères tout en jetant les bases de sa propre dynastie.

## Règne

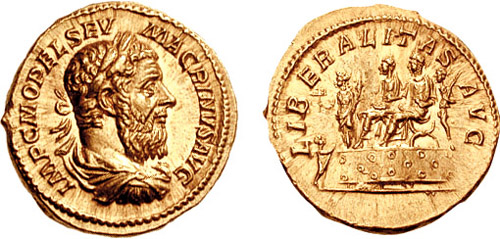
Cet aureus au revers Liberalitas Aug[ustorum] montre Macrin et son fils Diaduménien distribuant des libéralités.

Malgré ses origines équestres, Macrin est accepté par le Sénat faute de candidat alternatif et du fait du soutien de l'armée envers sa personne. Mais ses relations avec les sénateurs se dégradent progressivement du fait de certaines décisions. Par exemple, certaines nominations à des postes élevés sont mal reçues. Ainsi, la nomination de son ex-collègue à la préfecture du prétoire, Oclatinius Adventus, un chevalier issu d'une carrière militaire, au poste traditionnellement réservé aux sénateurs de préfet de la Ville, est très mal reçue.
Macrin doit faire face à de nombreux problèmes, certains hérités du précédent règne, notamment le conflit en cours avec les Parthes. En outre, Caracalla a augmenté les dépenses de Rome, surtout dans le domaine militaire faisant passer la solde des soldats de 2 000  à   3 000 sesterces par an.

### Politique extérieure
En matière de politique étrangère, Macrin montre une tendance à régler les différends par la diplomatie et une réticence à s'engager dans des conflits militaires, même si cela peut être dû au manque de ressources et de main-d'œuvre plutôt qu'à sa préférence personnelle. Quand il arrive au pouvoir, l'autorité Romaine est à l'époque menacée les Parthes ainsi que par les troubles en Dacie et dans le royaume client d'Arménie.
Macrin doit poursuive la guerre entamée par Caracalla contre les Parthes et les combats en 217 à la bataille de Nisibe dont l'issue est incertaine. En échange de la paix, Macrin est contraint de payer un important tribut de deux cents millions de sesterces au souverain parthe Artaban V. Macrin tourne ensuite son attention vers l'Arménie. En 216, Caracalla a emprisonné le roi arménien Khosrov Ier avec sa famille, puis installé un nouveau gouverneur romain, ce qui suscite des révoltes contre Rome. Macrin restitue le pouvoir au fils et successeur de Khosrov, Tiridate II, dont il libère également la mère, rétablissant la paix avec le royaume-client de Rome. Enfin, Macrin obtient également la paix avec les Daces du sud du Danube en libérant les otages retenus par Caracalla lors d'un conflit dans la région.

### Politique fiscale et économique
Macrin renoue avec la politique fiscale de Septime Sévère. Un tel changement de politique affecte la rémunération des légionnaires romains. Les soldats déjà enrôlés bénéficient depuis le règne de Caracalla de paiements exorbitants qu'il est impossible pour Macrin de réduire sans risquer une rébellion. Il réduit néanmoins la rémunération des nouvelles recrues en la ramenant au niveau fixé par Sévère. Cette dernière mesure lui aliène néanmoins les soldats expérimentés qui redoutent un préalable éventuel à la réduction de leurs propres privilèges, réduisant considérablement la popularité de Macrin auprès des légions qui l'ont déclaré empereur
À partir de l'automne 217 et jusqu'à la fin de son règne, Macrin réévalue la monnaie romaine, augmentant la pureté et la masse du denier de 50,78 % et 1,66 gramme à la fin du règne de Caracalla à 57,85% et 1,82 g. Il tente dans ce domaine également de renouer avec le règne de Sévère pour la période 197-209. L'objectif de Macrin avec ces politiques est  de ramener Rome à la relative stabilité économique, appréciée sous le règne de Septime, quoique coûteuse. Les mesures fiscales de Macrin, mécontentant l'armée dont l'influence demeure déterminante pour la stabilité du règne, n'ont pas d'effets à long terme.

## Chute

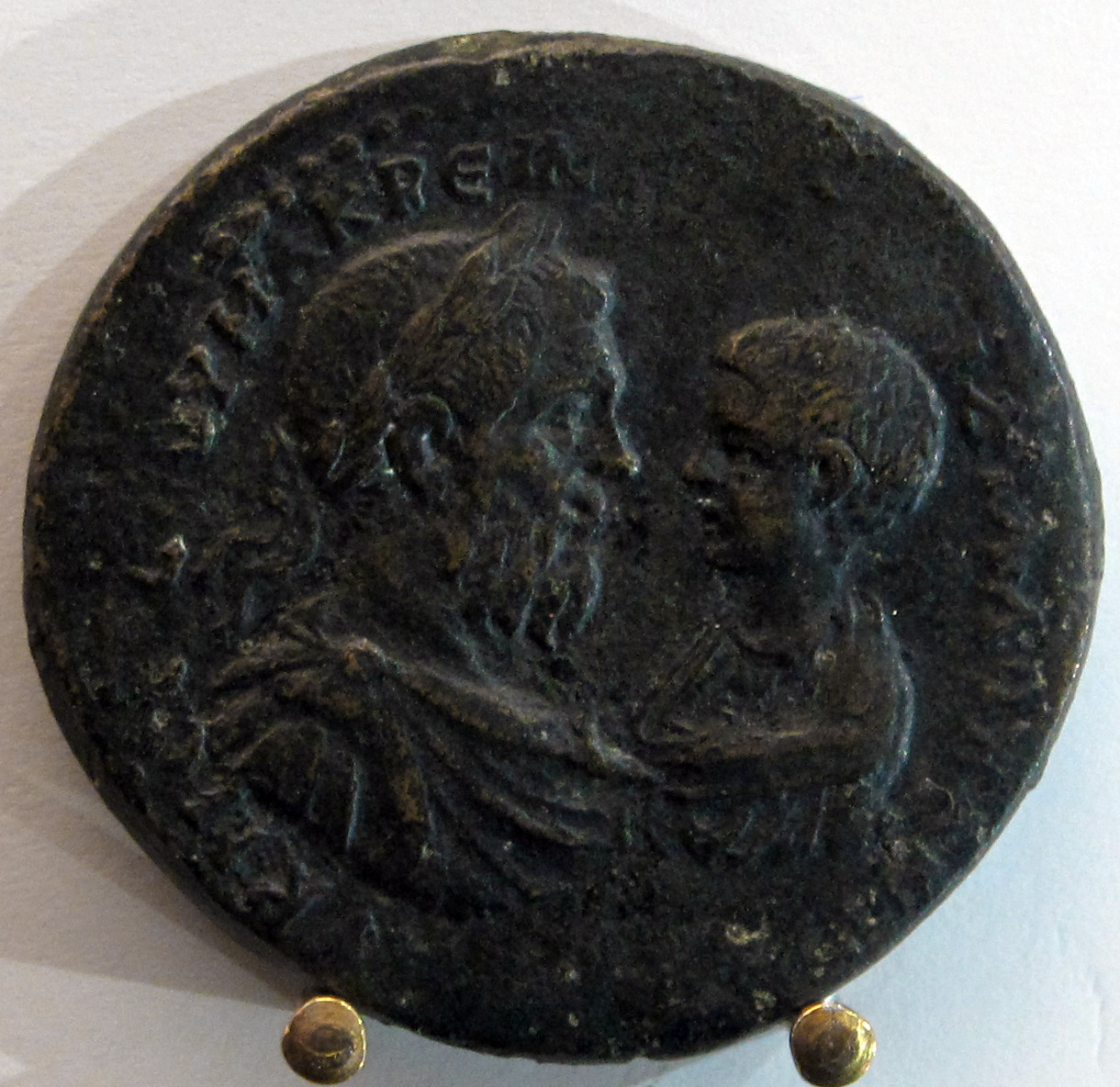
Macrin et son fils, Diaduménien.

Dans le même temps, la mère de Caracalla, Julia Domna, d'abord laissée en paix est placée en résidence surveillée à Antioche où, atteinte d'un cancer du sein, elle se laisse mourir de faim. Macrin envoie alors la sœur de Domna, Julia Mæsa, et ses enfants à Emèse en Syrie, d'où Mæsa ourdit le projet de faire renverser Macrin. Celui-ci reste à Antioche au lieu de se rendre à Rome après avoir été déclaré empereur, un faux pas qui favorise son impopularité à Rome et contribue à sa chute.
Julia Mæsa vit ainsi retirée dans sa ville natale d'Emèse avec une fortune immense qu'elle avait accumulée durant vingt ans. Elle y a emmené ses enfants, Julia Soæmias et Julia Mamæa, ainsi que ses petits-enfants, y compris Héliogabale. Ce dernier, âgé de 14 ans, est installé comme prêtre principal de la divinité phénicienne Élagabal (ou El-Gabal). Des soldats de la Legio III Gallica, stationnés au camp de Raphanea, qui ont fréquemment visité Emèse, ont observé Héliogabale accomplir ses rituels et ses devoirs de prêtre. Julia Mæsa en profite pour leur suggérer qu'Héliogabale est le fils illégitime de Caracalla et le 16 mai, l'adolescent est proclamé empereur par la Legio III Gallica dans son camp de Raphanea. Apprenant la révolte d'Héliogabale, Macrin se rend à Apamée, confère le titre d'Auguste à son jeune fils Diaduménien qu'il établit coempereur.

### Exécution
Bien que conscient du danger, Macrin tergiverse sur la conduite à tenir et demeure à Antioche. Son préfet du prétoire Ulpius Julianus, alors à proximité de la ville d'Emèse, tente en vain de combattre l'usurpateur. Trahi par ses troupes, il est assassiné et l'armée d'Héliogabale s'en trouve renforcée. Peu de temps après, une force menée par Gannys, tuteur d'Héliogabale, affronte l'armée de Macrin le 8 juin 218 près du village d'Immæ, à environ 24 miles d'Antioche. Défait, Macrin se réfugie à Antioche, qu'il doit fuir peu après à cause des désordres qui s'y sont déclenchés. Héliogabale lui-même entre ensuite à Antioche en tant que nouveau dirigeant de l'Empire romain. Dans sa fuite, Macrin arrive à Chalcédoine où il est reconnu et capturé. Son fils Diaduménien, confié à Marcus Aurelius Épagathus pour rejoindre la cour d'Artaban V de Parthie, est lui-même capturé à Zeugma et tué en juin 218. Son « règne » aura duré 14 mois. À la suite de la nouvelle de la mort de son fils, Macrin tente de s'échapper, se blesse au cours de cette tentative infructueuse et est ensuite exécuté en Cappadoce. Sa tête est alors envoyée à Héliogabale, de même que celle de Diaduménien.

### Damnatio memoriæ
Immédiatement après l'arrivée de la nouvelle à Rome de leurs décès, Macrin et son fils Diaduménien sont déclarés hostes publici, ennemis de l'État, par le Sénat dans le cadre d'une déclaration officielle de soutien à l'usurpateur Héliogabale. Cette décision aboutit à leur damnatio memoriæ : leurs portraits sont détruits et leurs noms effacés des inscriptions et des papyrus ; les soldats révoltés contre Macrin détruisent toutes les œuvres et possessions de Macrin, nombre de bustes de marbre de l'éphémère empereur, ainsi que des pièces de monnaie à son effigie.[réf. nécessaire]
L'archéologie montre  plus ou moins de zèle dans l'application dans les provinces de la décision de martelage des inscriptions  dédiées à Macrin et à son fils : les bornes milliaires n'ont fréquement aucun martelage, ou un affacement limité aux seuls  noms impériaux en laissant épargnés les surnoms Severus et Antoninus empruntés à Septime Sévère et à Caracalla.
L'avènement de Macrin correspond néanmoins au début d'une phase d'essor des nobles et notables mauris originaires de la province romaine d'Afrique, qui ont joué un grand rôle dans l'Empire au IIIe siècle.

## Noms et titres

### Noms successifs
- 164, naît Marcus Opellius Macrinus
- 217, accède à l'Empire : Imperator Cæsar Marcus Opellius Severus Macrinus Pius Felix Augustus
- 218, titulature à sa mort : Imperator Cæsar Marcus Opellius Severus Macrinus Pius Felix Augustus, Pontifex Maximus, Tribuniciæ Potestatis II, Consul II, Pater Patriæ.

### Titres et magistratures
- Consul suffect en 217
- Consul en 218
- Détient la puissance tribunitienne à partir du 11 avril 217, renouvelée le 11 avril 218
- Pater patriae en 217

## Dans la culture
En 2024, Macrin est interprété par Denzel Washington dans le film Gladiator 2, réalisé par Ridley Scott. Une polémique éclate à ce sujet, Macrin étant d'origine berbère et Denzel Washington étant afro-américain. Des Égyptiens, Tunisiens et Algériens se plaignent alors de blackwashing et qualifient l'interprétation du film de « révisionnisme historique ».

### Auteurs antiques
- (la + en) Anonyme, « The Chronography of 354 AD. Part 16: Chronicle of the City of Rome », sur tertullian.org, 2006
- (la + fr) Auteur inconnu (trad. du latin par André Chastagnol, préf. André Chastagnol), Histoire Auguste, Paris, Robert Laffont, coll. « Bouquins », 1994, CLXXXII + 1244 (ISBN 2-221-05734-1). .
- (la) Aurelius Victor, « Césars, 22 », sur remacle.org.
- Pseudo-Aurelius Victor, « Épitomé de Caesaribus, 22 », sur agoraclass.
- (grc + fr) Dion Cassius, « Histoire romaine, LXXVIII », sur remacle.org
- Eutrope, « Abrégé de l'Histoire romaine, VIII, 11 », sur agoraclass.
- (grc + fr) Hérodien, « Histoire romaine, IV, 22-31 et V »
- (en) Jérôme de Stridon, « Chronicon », sur tertullian.org

### Auteurs modernes
- Michel Christol, « La préfecture du prétoire sous le règne de Caracalla » », BSAF,‎ 2009, p. 219-230 (lire en ligne).
- (en) Adrian Goldsworthy, How Rome Fell : Death of a Superpower, Yale University Press, 2009, 531 p. (ISBN 978-0-300-16426-8)
- Gabriele Marasco, « L'idéologie impériale de Macrin », Revue des Études Anciennes, t. 98, nos 1-2,‎ 1996, p. 187-195 (lire en ligne).
- (en) Inge Mennen, Impact of Empire, vol. 12 : Power and Status in the Roman Empire, AD 193–284, Brill Academic Publishers, 2011 (ISBN 90-04-20359-1)
- Pierre Salama, « L'empereur Macrin Parthicus Maximus », Revue des Études Anciennes, t. 66, nos 3-4,‎ 1964, p. 334-352 (lire en ligne).
- Jacques Schwartz, « Aspects politiques du Judaïsme au début du IIIe siècle », L'antiquité classique, t. 39, no 1,‎ 1970, p. 147-158 (lire en ligne).
- (en) Andrew Scott, Change and Discontinuity Within the Severan Dynasty : The Case of Macrinus, Rutgers, 2008 (ISBN 978-0-549-89041-6, lire en ligne [PDF]).
- François Zosso, Christian Zingg, Les empereurs romains : 27 av. J.-C.-476 apr. J.-C., Éditions Errance, 2003  (ISBN 978-2-87772-226-1), p. 76.